# Belmonte de Miranda

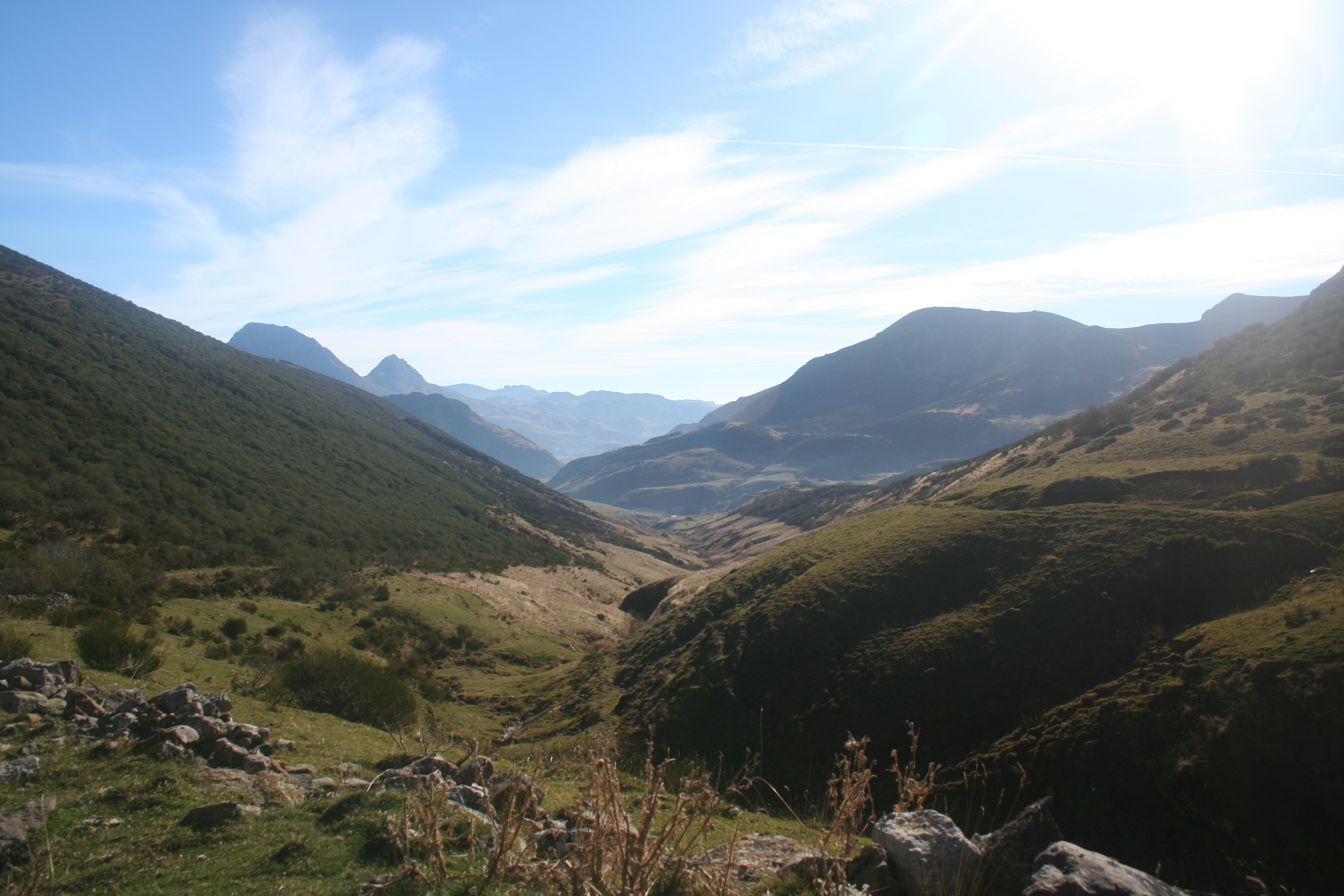
Der Camino Real del Puerto de la Mesa

Belmonte de Miranda (Miranda im Asturischen) ist eine Gemeinde und gleichzeitig deren Hauptort in der autonomen Region Asturien im Norden Spaniens.
Die Gemeinde wird begrenzt von Salas im Norden, von Grado im Osten, im Süden von Somiedo und Teverga, im Westen von Tineo.

## Geographie

### Flora und Fauna
Die Gemeinde liegt am Naturpark „Parque Natural de Somiedo“, der auf eine Fläche von 291 km² eine Vielzahl inzwischen selten gewordener Pflanzen und Tiere beherbergt. Der Gedanke des Naturparks hat sich die letzten 10 Jahre auch in die weitere Umgebung integriert, so, dass inzwischen auch außerhalb der Schutzzone Braunbären und Wölfe wieder heimisch geworden sind.

### Berge, Flüsse und Seen
Der Rio Narcea begrenzt die Gemeinde im Westen. Weitere nennenswerte Flüsse sind: der Río Pigueña mit seinem größten Zufluss dem Rio Chamosu, der Rio Caixa, der Rio les Dormiechas, und der Rio de Solanos. Der Stausee Embalse de la Barca bildet die größte Wasserfläche der Gemeinde.
Die Flüsse und Seen der Gemeinde sind bekannt für ihren Reichtum an Forellen, Lachsen und anderen Edelfischen.
An Bergen sind die Pico L´Horru (1.527 m), Pico La Chana (1.388 m), Pico Los Calostros (1.428 m), Pico Pousadoiro (1.474 m), Pico Courío (1.017 m) und der Pico la Forca (1.488 m) als die herausragendsten der Gemeinde zu nennen. Bei spanischen Bergsteigern gehören diese zu den bekanntesten in Spaniens Norden.

### Verkehrsanbindung
- Anbindungen über ein Flugzeug bestehen über die beiden Flughäfen: Flugplatz La Morgal und Flughafen Asturien.
- Belmonte de Miranda ist über die Haltestelle Bahnhof Trubia der Schmalspurbahnen der RENFE, ehemals FEVE, erschlossen und Haltestellen anderer Beförderungsgesellschaften befinden sich in jedem Ort.

## Geschichte

### Bis zum Mittelalter
Wie beinahe überall in Asturien bestätigen Funde aus der Bronzezeit die frühe Besiedelung der Region.
Aus der Castrokultur sind auf dem Berg „Pico Cervera“ wie in der gesamten „Mesa De Miranda“ noch die Reste einer großen Wallburg zu erkennen.
Auch die Römer hatten hier mehrere Kastelle mit einer entsprechenden Infrastruktur, um die Goldgruben Nordspaniens zu schützen und logistisch zu versorgen. Der bedeutendste Weg, der „Camino Real del Puerto de la Mesa“ ist noch heute deutlich zu erkennen, es bestehen weiterhin Brücken aus römischer Zeit die bis in die heutige Zeit benutzt werden.

### Ab dem Mittelalter

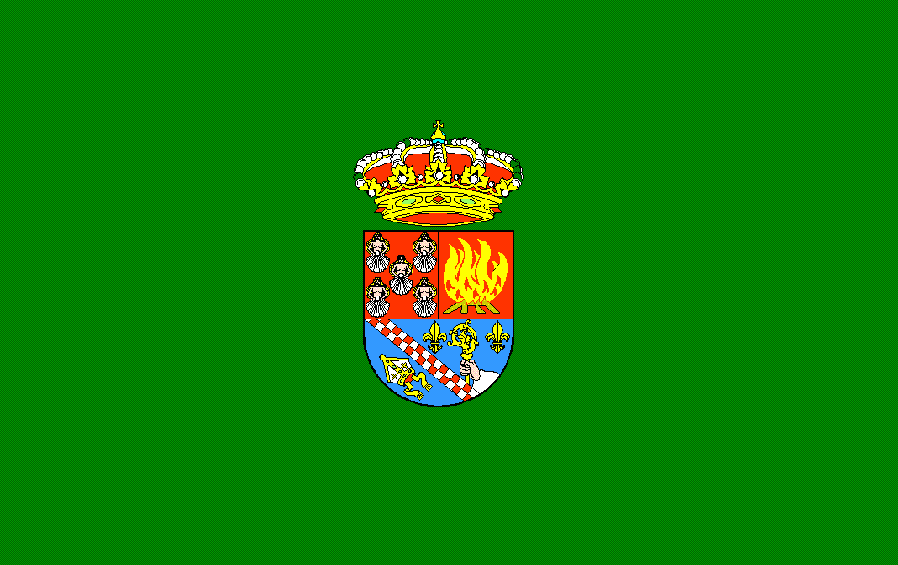
Flagge der Gemeinde

Es gibt wenige Dokumentationen aus mittelalterlicher Zeit. Die erste urkundliche Erwähnung stammt aus der Regierungszeit von Bermudo II. mit der Gründung eines Klosters namens „La Villa Lapideum“ (siehe Hauptartikel Kloster Belmonte). In der Folgezeit erlebte die Gemeinde eine wechselvolle Auf- und Verteilung der Zuständigkeiten. Erst unter Alfons VII. wurde die Gemeinde in allen Bereichen autonom.

### Wappen
- links oben: das Wappen der Familie Miranda (in Rot 5 Jungfrauenrümpfe in natürlichen Farben, unter dem Busen eine silberne Muschel haltend).
- rechts oben: Abänderung in Erinnerung an das  Wappen der Familie Cienfuegos (10 Feuer).
- unten: Wappen der Zisterzienserkongregation von Kastilien

## Politik
Die Sitze des Gemeinderates verteilten sich nach den vergangenen Wahlen wie folgt:
| Sitzverteilung im Gemeinderat |      |      |      |      |      |      |      |      |      |      |
| Partido                       | 1979 | 1983 | 1987 | 1991 | 1995 | 1999 | 2003 | 2007 | 2011 | 2015 |
| PSOE                          | 6    | 7    | 9    | 8    | 7    | 7    | 7    | 5    | 5    | 6    |
| CD / AP / PP                  | 0    | 3    | 2    | 2    | 4    | 4    | 4    | 4    | 2    | 3    |
| PCE / IU-Los Verdes           | 1    | 1    |      | 1    |      |      |      |      |      |      |
| UCD / CDS                     | 5    |      |      |      |      |      |      |      |      |      |
| FAC                           |      |      |      |      |      |      |      |      | 1    |      |
| PPBM                          |      |      |      |      |      |      |      |      | 1    |      |
| Independientes                | 1    |      |      |      |      |      |      |      |      |      |
| Total                         | 13   | 11   | 11   | 11   | 11   | 11   | 11   | 9    | 9    | 9    |

## Wirtschaft
Prägend ist die Landwirtschaft und insbesondere die Viehwirtschaft mit ihren Nebenbetrieben wie Molkereien, Käsereien usw. sind sie die Haupteinnahmequelle der Gemeinde. Der größte Arbeitgeber war bis zur Schließung der Minen im Jahr 2006 der Bergbau. Viele der Kumpel pendeln heute in die benachbarten Gemeinden, wo noch immer größere Minen betrieben werden. Das Dienstleistungsgewerbe mit der Tourismusindustrie erfährt hier den größten wirtschaftlichen Wachstum.
| TOTAL | 561 | 100   |
| Ackerbau, Viehzucht und Fischerei                                                                                    | 184 | 32,80 |
| Industrie | 21  | 3,74  |
| Bauwirtschaft | 22  | 3,92  |
| Dienstleistungsbetriebe                                                                                              | 334 | 59,54 |
| * Daten aus dem Statistischen Amt für Wirtschaftliche Entwicklung in Asturien, Stand 2009 (PDF-Datei; 111 kB), SADEI |     |       |

## Sehenswertes
- „La torre de Quintana“ aus dem 14. Jahrhundert
- Palast „Palacio del Cardenal Cienfuegos“ aus dem 17. Jahrhundert in Agüerina
- Kirche „Iglesia de  San Martín“ in Leiguarda aus dem 15. Jahrhundert
- Kirche „Iglesia de  San Bartolomé“ in Belmonte
- „El Machuco“ rekonstruierte römische Schmiede

## Spezialitäten
- Der Käse „Afuega' l pitu“ (Rachenersticker)[6] ist der bekannteste Käse der Comarca Oviedo und wird natürlich auch in der Gemeinde Belmonte produziert.
- Die Fabada hat hier, wie in ganz Asturien eine lange Tradition.

## Feste und Feiern
- Jeden Montag wird in Belmonte ein großer Markt abgehalten.
- Drittes Wochenende im November – Viehmarkt
- Drittes Wochenende im Oktober – Obst und Gemüse Leistungsschau
- Weitere Veranstaltungen siehe auf dem Veranstaltungskalender[7]

## Parroquias
Die 1890 Einwohner leben in 66 Dörfern, die in 15 Parroquias unterteilt sind.
| - Agüera – 97 Einwohner 2011 - Almurfe – 32 Einwohner 2011 - Begega – 77 Einwohner 2007 43° 17′ 32″ N, 6° 17′ 54″ W - Belmonte – 632 Einwohner 2007 43° 16′ 56″ N, 6° 13′ 6″ W - Castañedo – 40 Einwohner 2007 43° 21′ 49″ N, 6° 13′ 31″ W - Cuevas – 36 Einwohner 2007 43° 11′ 14″ N, 6° 18′ 26″ W - Las Estacas – 78 Einwohner 2007 43° 16′ 39″ N, 6° 16′ 19″ W - Leiguarda – 176 Einwohner 2007 43° 19′ 45″ N, 6° 13′ 25″ W | - Llamoso – 31 Einwohner 2007 43° 13′ 29″ N, 6° 13′ 13″ W - Montovo – 30 Einwohner 2007 43° 12′ 17″ N, 6° 13′ 22″ W - Quintana – 169 Einwohner 2007 43° 16′ 5″ N, 6° 18′ 26″ W - San Bartolomé – 165 Einwohner 2007 43° 21′ 20″ N, 6° 10′ 14″ W - San Martín de Lodón – 223 Einwohner 2007 43° 20′ 58″ N, 6° 11′ 46″ W - San Martín de Ondes – 50 Einwohner 2007 43° 14′ 40″ N, 6° 13′ 12″ W - Vigaña – 38 Einwohner 2007 43° 15′ 15″ N, 6° 14′ 35″ W |

## Söhne und Töchter der Stadt
- P. José Álvarez Fernández O.P. (16. Mai 1890 – 19. Oktober 1970), Missionar der Dominikaner, in Lima ermordet
- Alvaro de Cienfuegos y Sierra (27. Februar 1657 – 19. August 1739), Kardinal und Erzbischof in Rom
- Xose Álvarez Fernández Pin (* 1948), asturischer Schriftsteller